# Avenue de Selves
Avenue de Selves (Selvesova avenue) je ulice v Paříži. Nachází se v 8. obvodu. Se svou délkou 110 m je nejkratší avenue v Paříži.

## Poloha
Ulice vede od Avenue des Champs-Élysées jihozápadním směrem ke Grand Palais, kde končí u Avenue du Général-Eisenhower.

## Historie
Ulice byla 13. srpna 1934 pojmenována na počest politika Justina Germaina Casimira de Selves (1848-1934).
Úsek mezi náměstím Place Clemenceau a Avenue Franklin D. Roosevelt získal v roce 1970 název Avenue du Général-Eisenhower.